# Coco Chanel (film, 2009)
Coco Chanel, ve francouzském originále Coco avant Chanel, je francouzský životopisný film z roku 2009 o francouzské módní návrhářce Coco Chanel režisérky Anne Fontaine s Audrey Tautou v hlavní roli. Film pojednává víceméně o první polovině života známé zakladatelské osobnosti světového módního odívání, pokrývá období jejího života od dob dětství, kdy byla se sestrou v sirotčinci přibližně až do 40 let jejího věku, kdy už byla v Paříži renomovanou módní návrhářkou.

## Děj
Film ukazuje Coco Chanel jakožto na svou dobu nejen velmi moderní a emancipovanou, ale i citlivou i vnímavou ženu, která byla rozpolcena především vinou doby a společnosti, v níž byla nucena žít, ženu která žila především ve světě zcela ovládaném vlivnými a bohatými muži.
Po úvodních scénách z dob jejího dětství v sirotčinci se její příběh zaobírá jejími prvopočátečními uměleckými sklony, kdy společně se sestrou (Marie Gillain) začínala jakožto zpěvačka v nepříliš významném kabaretu, zároveň s tím pracovala jako švadlena. Zde se také seznámila se svým bohatým a vlivným mecenášem i ochráncem v jedné osobě Étiennem Balsanem, se kterým později mnoho let na jeho zámku žila. U něj pak poznala jeho společníka vojáka, hráče póla a obchodníka Artura Boye Capela (Alessandro Nivola), což byl bohatý Angličan, který s jejím ochráncem společně obchodoval a který se stal její velkou láskou.

## Hrají
| Audrey Tautou       | Coco Chanel         |
| Benoît Poelvoorde   | Étienne Balsan      |
| Alessandro Nivola   | Arthur Capel        |
| Marie Gillain       | Adrienne Chanel     |
| Emmanuelle Devosová | Emilienne d'Alençon |

## Ocenění
Film byl nominován na cenu Americké akademie filmového umění a věd Oscar za nejlepší kostýmy, dále čtyřikrát na britskou filmovou cenu BAFTA, pětkrát na francouzskou filmovou cenu César a třikrát na Evropskou filmovou cenu. Z toho všeho ovšem získal pouze jednoho Césara, Catherine Leterrierová obdržela tuto cenu za kostýmy.